# Mariana Popova (Pianistin)
Mariana Popova (* 1978 in Warna), bulgarisch Мариана Попова, ist eine deutsch-bulgarische Pianistin, Liedbegleiterin und Hochschullehrerin.

## Leben
Bis zu ihrem Abitur im Jahr 1996 besuchte Mariana Popova ein Musikgymnasium in Varna. In der Zeit von 1994 bis 1996 arbeitete sie intensiv mit Oxana Yablonskayain New York (Julliard School). Von 1996 bis 2003 absolvierte sie an der Hochschule für Musik und Theater Hamburg ihr Bachelor- und Masterstudium im Hauptfach Klavier bei Evgenij Koroliov. An der Franz Liszt Musikhochschule Weimar studierte sie Liedgestaltung bei Karl Kammerlander. Zu ihren Lehrern zählen außerdem Gernot Kahl (Lied), Dalton Baldwin (Lied), Menachem Pressler (Kammermusik). Sie war Stipendiatin der Oscar und Vera Ritter Stiftung, der Budge Stiftung und der Schlumberger Stiftung (Frankreich). Das besondere Interesse am musikalischen Dialog brachte die Pianistin neben ihrer solistischen Tätigkeit schon früh zur intensiven Beschäftigung mit den Bereichen der Klavierkammermusik und der Liedbegleitung. Zunehmend hat sie im Verlauf ihrer Konzerttätigkeit beide Aspekte verknüpft und leitet seit 2017 als eine der ersten Lehrenden überhaupt eine Ausbildungsklasse für „Vokale Kammermusik“ an der Hochschule für Musik und Theater Hamburg.
Mariana Popovas Konzerttätigkeit führt sie inzwischen bereits in fast alle europäischen Länder, nach China, Russland und in die USA. Als Liedbegleiterin, Kammermusikerin und Solistin erhielt sie Einladungen zum Summit Music Festival in New York, zum Aarhus Festival für Neue Musik (Dänemark), zum Varna Summer (Bulgarien), zu den Heures Musicales de Biot (Frankreich), Castelló Festival (Spanien) oder zu den Hamburger Klangwerktagen, Heidelberger Frühling und den Schwetzinger Festspielen. In einer eigenen, zum Schumann-Jahr 2010 konzipierten Hamburger Liederabendreihe führte die Pianistin gemeinsam mit acht Gesangpartnern die zentralen Liedkompositionen Robert und Clara Schumanns auf. Es liegen unterschiedliche CD-Produktionen vor, außerdem entstanden zahlreiche Hörfunk- und Fernsehaufnahmen in Bulgarien (BNT), Deutschland (NDR, SWR, MDR) und Frankreich (Radio France). Im Klavierduo mit dem Liedbegleiter Burkhard Kehring realisierte sie in der Spielzeit 2018/19/20 zusammen mit der John Neumeier Ballettcompanie die Balanchine-Choreographie der Brahms'schen Liebesliederwalzer und mit dem NDR Vokalensemble debütierte sie 2021 in der Elbphilharmonie (ARTE-Livestream).
Zu ihren künstlerischen Partnern zählten Sängerinnen und Sänger wie Christiane Karg, Yvi Jänicke, Lini Gong, Huiling Zhu, Judith Thielsen, Renate Behle, Narea Son, Lisa Schmalz, Sebastian Kohlhepp oder Benjamin Appl, Instrumentalistinnen und Instrumentalisten wie Boglárka Pecze, Julius Bekesch, Sono Tokuda oder Hannah Weber und Sprecher wie Daniel Hoevels oder Christian Quadflieg.
Zu den Uraufführungen neuer Liedkompositionen und Kammermusik, an denen Mariana Popova als Pianistin beteiligt war, gehören Werke von Ruta Paidere, Judit Varga, Johannes Boris Borowski, Ernst Ludwig Leitner, Hans Zender, Khadjija Zeynalova, Jue Wang, Elmar Lampson.
Mariana Popova war Klavierbegleiterin auf Gesangs-Meisterkursen von Brigitte Fassbaender, Reri Grist, Angela Denoke, Margreet Honig, Christiane Iven, Edda Moser und Robert Holl. Sie war 2013 Gastdozentin für Liedgestaltung am Konservatorium Shanghai / China.

## Preise und Auszeichnungen
- Stipendiatin der Oscar und Vera Ritter Stiftung
- Académie musicale de Villecroze, (auf eine Einladung von Dalton Baldwin)
- Concurs International Maria Canals de Barcelona, Sonderpreis (Klavier)
- Concursul International de Interpretare instrumentala, Brashov, 1. Preis und Jurypreis (Klavier)
- Summit Music Festival Concerto Competition, New York, 1. Preis (Klavier)
- „The earth and the people“ Competition, Sofia, 2. Preis (Klavier)
- Pantcho Vladigueroff Competition, Schumen, 2. Preis (Klavier)
- Köster Klassik Preis, Hamburg, CD-Produktion mit Julius Bekesch (Violine) und Hannah Weber (Violoncello)
- Concours International de Musique de Chambre de Lyon, 2. Preis, mit Lini Gong (Sopran)
- Brahms-Liedwettbewerb, Pörtschach, 2. Preis und Sonderpreis für das zeitgenössische Lied, mit Judith Thielsen (Mezzosopran)
- 3rd Manhattan International Music Competition, Gold Prize, mit Narea Son (Sopran)

## Diskographie
- Wishes, (GENUIN classics) GEN 25885d, (mit Lisa Florentine Schmalz, Sopran und Boglárka Pecze, Klarinette)
- Spectrum, (Solo Musica / Sony Music) SM 300, (mit Lini Gong, Sopran)
- Eine Liederreise durch den Ostseeraum, (mit Judith Thielsen, Mezzosopran und Steinunn Skjenstad, Sopran)

(Im Auftrag des Auswärtigen Amtes anlässlich der deutschen Ostseerats-Präsidentschafft)